# 歸園

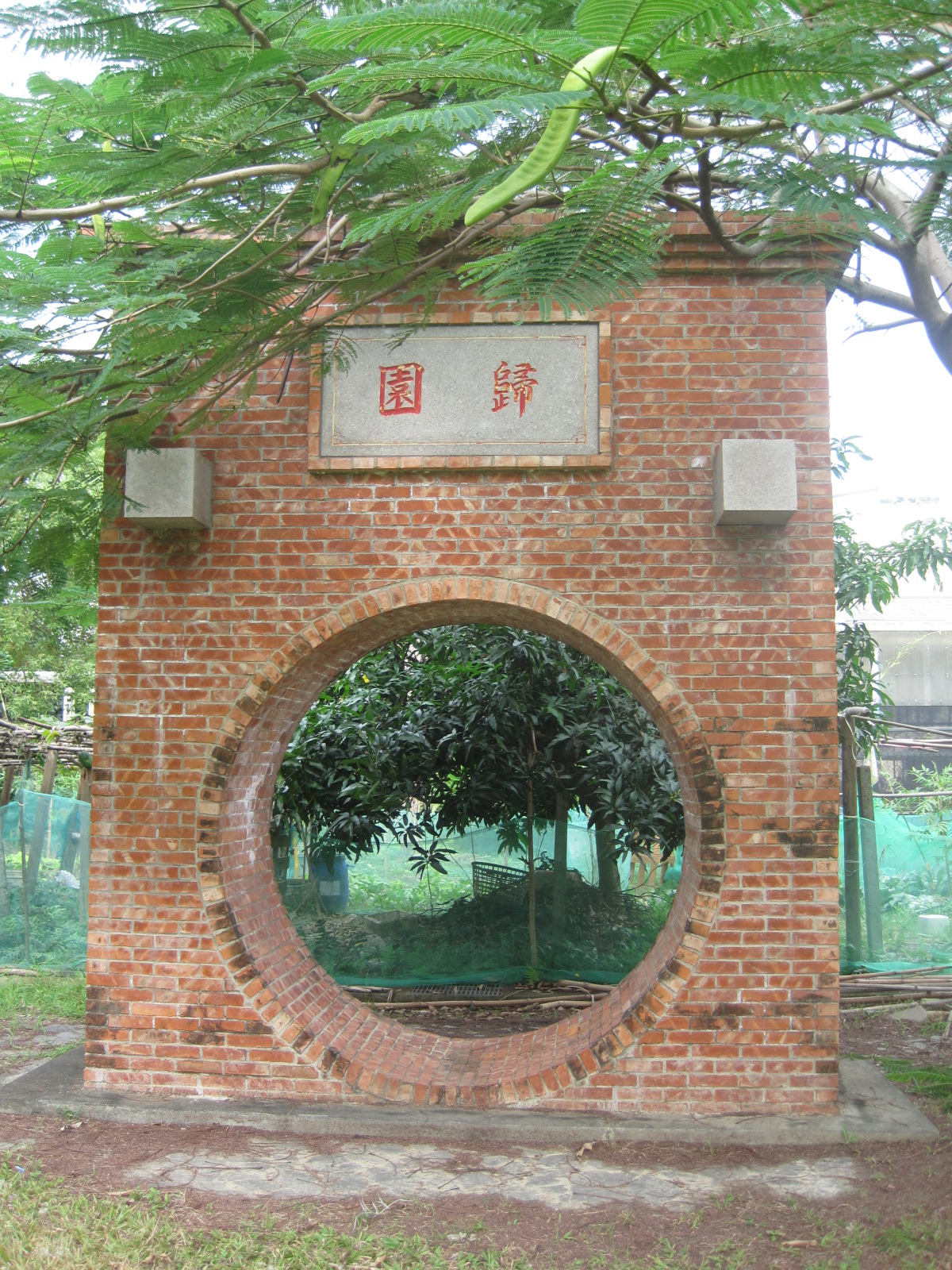
歸園月門複製品

歸園位於臺灣臺南市歸仁區看西里一帶，曾是當地著名的庭園，現已不存。該處原稱「吳園」、「下宅公館」、「吳二老爹公館」，是後來日治時期詩人陳江山從中國返臺買下庭園，取陶淵明「歸去來兮」命名「歸園」。
歸園相傳在日治時期被日本人當成處決犯人的地方，因而後來有些陰森詭譎的色彩。該處後來曾做為《瘋女十八年》的拍攝場景。在敦源聖廟裡有昔日歸園月門的複製品。

## 沿革

### 由來
歸園舊名吳園，因為起建者是吳姓家族。一說是康熙四十一年（1720年）臺灣府城竹仔街吳麟所建。因為是在歸仁北里下宅仔所建的宅第，故稱「下宅公館」。據說當時所使用的建材十分講究，使用來自廣東的廣東石、福建的福州杉、四川山岩等等，並雇工造窯燒磚。但因為工程緩慢，吳家逐漸沒落，之後庭園由歸仁後市仔吳鼻接手。
而另一說則是據盧嘉興考據，是府城竹仔街富紳吳世繩在道光年間所建。一說他因為見到枋橋頭吳尚新所建的吳園，不甘落後而在歸仁興建公館。又說他是為了收租方便，才在歸仁看西建租館。但吳世繩在道光十一年（1831年）逝世後，「吳園」才完成了一半，後來其子在隔年將「吳園」全部完工，為吳家13館半中的1館，該處因而又有「吳二老爹公館」之稱。

### 發展
「吳園」在吳鼻買下之後，因為長子吳品敗家導致產權為吳乾所有。後來吳乾搬到他處，由經營陶瓷業的陳全買下庭園。後來陳全經營失敗後將「吳園」抵押借款，並變賣園中石桌椅與廣東石。日昭和九年（1934年）陳江山返臺，賣下了破敗「吳園」，並將之改名「歸園」（典出陶淵明的「歸去來兮」）。陳江山去世後，骨灰安置在園中塔內，庭園則由其長孫陳蘭曜繼承。但因為財力有限等因素，歸園的管理狀況欠佳。最後在民國69年、70年（1980年、1981年）左右，陳家人將歸園剷平改建樓房。
該園林曾被暫定列為一級古蹟，但在1985年8月19日因為已被改建且無遺跡可尋而被中華民國內政部解除列管而未正式指定為古蹟。

## 歸園十景
過去在歸園內有所謂的十景，分別是：露臺春雨、月門秋色、丹桂飄香、老榕貫石、石屏晚照、邱隅古洞、綠堤倒影、圓潭垂釣、方沼採菱、虹橋策杖。